# 白胁卷尾
白胁卷尾（学名：Dicrurus balicassius）是雀形目卷尾科卷尾属的一个种。白肋卷尾是菲律宾的特有种。该物种主要栖息于热带或亚热带潮湿的低地森林中。